# Brittisk ridponny
Den brittiska ridponnyn är en hästras som utvecklats i Storbritannien specifikt för att passa som tävlingshäst och ridponny för barn. Den brittiska ridponnyn var den första i den nya trenden med perfekta ridponnyer som utvecklats på senare tid, speciellt i Europa men även i USA och Australien. Ponnyn är atletisk, vänlig och bekväm att rida och kommer dessutom i tre olika varianter. Idag har den engelska ridponnyn status som egen ras även om den mer är en specifik typ av häst.

## Historia
Ridponnyernas historia börjar redan under slutet av 1800-talet då hästpolo blev mer och mer populär och efterfrågan på små, snabba hästar ökade. Poloponnyn utvecklades även nu och 1899 fanns över 700 registrerade poloponnyer i den engelska föreningen för poloponnyer. Föreningen bytte namn år 1903 till Polo Pony and Riding Pony Stud men delades redan 1913 till två olika föreningar. Den ena föreningen, National Pony Society, satsade på utvecklingen av rena ridponnyer. 
Innan 1920-talet red barn mest på de många inhemska ponnyraserna i Storbritannien som små Dartmoorponnyer eller Shetlandsponnyer och även de större raserna som Fell och Dalesponny men under mitten av årtiondet ändrades reglerna och det blev tillåtet att tävla med ponny, även på internationell nivå. Uppfödare tog den nya trenden och ökade intresset för ridsport i beräkning när man utvecklade den brittiska ridponnyn. Inhemska ponnyraser som connemaraponny, welshponny och dartmoorponny korsades med små arabiska och engelska fullblod. Under 1930-talet tillfördes ytterligare arabiskt blod i hästarna, främst genom en hingst vid namn Naseel. 
1994 delades registret upp i två delar, med en ny del för de ponnyer som föddes utomlands. Nu fanns även hästarna indelade i tre typer för olika ändamål. Strax efter utvecklingen av den brittiska ridponnyn följde den amerikanska ridponnyn som utvecklades under 1950-talet och den franska ridponnyn som utvecklades under 1970-talet. Även Tyskland, Sverige och Australien har egna ridponnyer.

## Egenskaper
Den brittiska ridponnyn har utvecklats specifikt för tävlingsridning och ridning för barn och är lättriden, bekväm och atletisk med fina rörelser. Huvudet är litet och ädelt med små öron och stora ögon. Benen är starka med hårda hovar. Idag finns det tre olika typer av brittisk ridponnyn:
- show pony, som är de minsta ponnyerna som används inom alla slags ridning,
- show hunter, som är något kraftigare version som används till ridning och även körning, och
- working hunter, som är kraftig och mer muskulös som fungerar utmärkt även för vuxna som inte tävlar.